# マーベラス (映画)
『マーベラス』（The Protégé）は、2021年のアメリカ合衆国とイギリスの合作のアクションスリラー映画。監督はマーティン・キャンベル、脚本はリチャード・ウェンク、出演はマイケル・キートン、マギー・Q、サミュエル・L・ジャクソン、ロバート・パトリックなど。復讐に燃える暗殺者や護衛のプロフェッショナルなど、裏社会で自身の美学に従って生きる者たちが、さまざまなスキルを駆使して戦いを展開するさまを描いている。
2021年8月20日にライオンズゲート配給により公開された。

## ストーリー
1991年、プロの殺し屋ムーディーはベトナムで、ある組織のアジトに侵入した。しかし、すでに全滅している男たち。彼らを射殺したのは、家族を殺され拉致されて来た少女アンナだった。30年後、ムーディーの片腕としてタフな殺し屋になっているアンナ。老いて体調の悪いムーディーはアンナに、ルーカス・ヘイズという男の捜索を任せた。しかし、その直後に殺されるムーディー。ムーディーの死はルーカス・ヘイズと関係があると睨んだアンナは、その足取りを追ってベトナムのダナンに飛んだ。
ルーカス・ヘイズの父エドワードは30年前に、化学兵器を売った戦犯容疑で審理中に暗殺されていた。それがムーディーの仕業だと知るアンナ。エドワードの相棒だったヴォールに接触したアンナは、ヴォールを操っていた黒幕の組織に捕われ拷問された。脱出し、黒幕がルーカス・ヘイズだと予想して調べを進めるアンナ。しかし、ルーカス・ヘイズは目も耳も不自由で入院生活を送る人物だった。
自分を拷問した一味を殺し、復讐するアンナ。手下の一人に撃たれたアンナを救ったのはムーディーだった。彼の死は偽装だったのだ。真の黒幕は30年前にムーディーが殺したはずのエドワード・ヘイズだと知るアンナたち。戦犯容疑をかけられたエドワードは、ムーディーに自分の暗殺を依頼し、以降は別人の慈善家を装って悪の組織を牛耳っていたのだ。
病気で余命幾ばくもないムーディーは、アンナの手を借りてエドワードのアジトに乗り込み、命をかけて30年前に依頼された暗殺を完結させた。

## キャスト
※括弧内は日本語吹替。
- アンナ・ダットン: マギー・Q（加藤有生子）

殺し屋。ムーディーに引き取られ、殺し屋としての極意を教わった。
- マイケル・レンブラント: マイケル・キートン（井上和彦）

セキュリティのプロフェッショナル。アンナと対峙する。
- ムーディー・ダットン: サミュエル・L・ジャクソン（手塚秀彰）

殺し屋。当時、少女であったアンナを引き取った。
- ジョシーノ・ヴォール: パトリック・マラハイド

ベトナム在住のフランス人。
- ビリー・ボーイ: ロバート・パトリック

アンナの仲間。
- エドワード・アーサー・ヘイズ: デヴィッド・リントウル（英語版）（立川三貴）

ムーディーに殺されたとされる男。レンブラントの雇い主。
- Athens: オリ・フェッファー（英語版）
- ドゥケ: レイ・フィアロン（英語版）
- Claudia: Caroline Loncg
- Ram: フロリン・ピアシック・Jr
- Petru: チューダー・チリラ
- ドン・プレダ: Velizar Binev
- ヴァリ: ジョルジェ・ピステレアヌ

## 製作
2017年10月、当時『Ana』と題された作品にコン・リーがキャストとして参加し、リチャード・ウェンクの脚本でマーティン・キャンベルが監督を務めることが発表された。2019年11月、マイケル・キートン、サミュエル・L・ジャクソン、マギー・Qが本作のキャストに加わったことが発表された。
主要撮影は、『The Asset』というタイトルの下で2020年1月に始まった。撮影自体は、ブカレスト、ロンドン、ダナンで行われた。

## 公開
本作は、2021年8月20日にライオンズゲート・フィルムズによって劇場公開された。

## 評価
Rotten Tomatoesによれば、113件の評論のうち高評価は62%にあたる70件で、平均点は10点満点中5.8点、批評家の一致した見解は「マギー・Qは彼女にふさわしいアクション映画をまだ待っている。しかし、それまでは『マーベラス』はかろうじて満足できる強さを持っている。」となっている。
Metacriticによれば、27件の評論のうち、高評価は10件、賛否混在は10件、低評価は7件で、平均点は100点満点中48点となっている。